# Copacabana (Colcha K)
Copacabana (auch: Alto Copacabana) ist eine Ortschaft im Departamento Potosí im Hochland des südamerikanischen Andenstaates Bolivien.

## Lage im Nahraum
Copacabana liegt in der Provinz Nor Lípez und ist der fünftgrößte Ort im Kanton Río Grande im Municipio Colcha „K“. Die Ortschaft liegt auf einer Höhe von 3833 m am westlichen Rand des Stratovulkan Cerro Eskapa (5145 m). In nordwestlicher Richtung fließt an der Ortschaft ein Fluss vorbei, gebildet aus der Quebrada Tiwaykho und der Quebrada Llajta Waykho.

## Geographie
Copacabana liegt auf dem bolivianischen Altiplano zwischen den Anden-Gebirgsketten der Cordillera Occidental im Westen und der Cordillera de Lípez im Südosten.
Nennenswerter Niederschlag fällt nur in den Monaten Januar bis März (siehe Klimadiagramm Colcha „K“), die restlichen neun Monate des Jahres sind arid, der Gesamtniederschlag der Region erreicht keine 100 mm im Jahr. Die Jahresdurchschnittstemperatur liegt bei knapp 7 °C, die Monatswerte schwanken nur unwesentlich zwischen 2 °C im Juni/Juli und 9 °C von November bis März, wobei jedoch nächtliche Frostdurchgänge im ganzen Jahr möglich sind.

## Verkehrsnetz
Copacabana liegt in einer Entfernung von 402 Straßenkilometern südwestlich von Potosí, der Hauptstadt des gleichnamigen Departamentos.
Von Potosí aus führt die Nationalstraße Ruta 5 über 198 Kilometer in südwestlicher Richtung bis Uyuni, das am Salar de Uyuni gelegen ist. Südlich von Uyuni führt eine unbefestigte Landstraße weiter in südwestlicher Richtung über San Cristóbal und erreicht nach 145 Kilometern Alota. Zwei Kilometer hinter Alota zweigt eine Piste nach Norden ab, die nach 35 Kilometern San Agustín erreicht. Von dort führt eine Piste in westlicher, später südwestlicher Richtung über 22 Kilometer nach Copacabana.

## Bevölkerung
Die Einwohnerzahl der Ortschaft ist in den vergangenen beiden Jahrzehnten leicht angestiegen:
| Jahr | Einwohner         | Quelle       |
| ---- | ----------------- | ------------ |
| 1992 | keine Detaildaten | Volkszählung |
| 2001 | 399               | Volkszählung |
| 2012 | 420               | Volkszählung |
| 2024 |                   | Volkszählung |

Die Region weist einen hohen Anteil Quechua-Bevölkerung auf, im Municipio Colcha „K“ sprechen 90 Prozent der Einwohner Quechua (2001).